# Chinesische Eishockeynationalmannschaft
Die chinesische Eishockeynationalmannschaft belegte im August 2017 den 37. Platz in der IIHF-Weltrangliste und spielt bei den Weltmeisterschaften in der Division II. Organisiert wird die Nationalmannschaft vom Chinesischen Eishockeyverband.

## Geschichte
1972 nahm die Mannschaft erstmals an einer Eishockey-Weltmeisterschaft teil, eine Medaille konnte das Team allerdings bisher nicht gewinnen. 1975 verzichtete das Team auf seine Teilnahme an der C-WM im bulgarischen Sofia, erst 1978 sollte man wieder teilnehmen. Als Ausrichter sorgte der chinesische Eishockeyverband allerdings dort für einen politischen Eklat, da das Land den erstmals teilnehmenden Südkoreanern die Einreisevisa verweigerte. Der Visumstreit führte zu heftigen diplomatischen Spannungen zwischen beiden Ländern. Als Folge wurde die C-WM Gastgeber China entzogen und wie im Vorjahr nach Spanien vergeben, das sich kurzfristig zur Austragung bereit erklärte. Um zudem ein möglicherweise mit erheblichen Komplikationen behaftetes direktes Aufeinandertreffen von China und Südkorea zu verhindern, beschloss man, China als C-Gruppen-Vierten und Dänemark als C-Gruppen-Dritten mit in die B-Gruppe aufsteigen zu lassen, sodass es in diesem Jahr vier Aufsteiger in die nun auf zehn Mannschaften aufgestockte B-Gruppe gab. Bei der Weltmeisterschaft 1992 nahm erstmals eine chinesische Frauennationalmannschaft an einer Weltmeisterschaft teil.
Neben den IIHF-Weltmeisterschaften nimmt China regelmäßig an den Winter-Asienspielen teil, bei denen es in den ersten fünf Ausgaben zwischen 1986 und 2003 jeweils eine Medaille gewinnen konnte (zwei Mal Gold und drei Mal Bronze). Erst 2007 blieb die Mannschaft ohne Medaillengewinn.
Bei der Weltmeisterschaft 2018 erreichte die Mannschaft als 4. der Division IIA die beste Platzierung seit zehn Jahren.
Als Gastgeber war China 2022 erstmals für das olympische Eishockeyturnier qualifiziert.

## Platzierungen

### Weltmeisterschaften
- 1920–1971: keine Teilnahme
- 1972: 3. Platz C-WM
- 1973: 5. Platz C-WM
- 1974: 6. Platz C-WM
- 1975–1977: keine Teilnahme
- 1978: 4. Platz C-WM (Aufstieg in die B-WM)
- 1979: 9. Platz B-WM (Abstieg in die C-WM)
- 1981: 2. Platz C-WM (Aufstieg in die B-WM)
- 1982: 7. Platz B-WM (Abstieg in die C-WM)
- 1983: 3. Platz C-WM
- 1985: 3. Platz C-WM
- 1986: 2. Platz C-WM
- 1987: 8. Platz C-WM
- 1989: 3. Platz C-WM
- 1990: 3. Platz C-WM
- 1991: 2. Platz C-WM (Aufstieg in die B-WM)
- 1992: 7. Platz B-WM
- 1993: 7. Platz B-WM
- 1994: 8. Platz B-WM (Abstieg in die C-WM)
- 1995: 5. Platz C1-WM
- 1996: 7. Platz C-WM
- 1997: 7. Platz C-WM
- 1998: 4. Platz C-WM
- 1999: 4. Platz C-WM
- 2000: 2. Platz C-WM (Aufstieg in die Division I)
- 2001: 5. Platz Division I, Gr. B
- 2002: 6. Platz Division I, Gr. B
- 2003: 2. Platz Division II, Gr. B (Abstieg in die Division II)
- 2004: 1. Platz Division II, Gr. A (Aufstieg in die Division I)
- 2005: 6. Platz Division I, Gr. A (Abstieg in die Division II)
- 2006: 1. Platz Division II, Gr. B (Aufstieg in die Division I)
- 2007: 6. Platz Division I, Gr. A (Abstieg in die Division II)
- 2008: 2. Platz Division II, Gr. B
- 2009: 3. Platz Division II, Gr. A
- 2010: 5. Platz Division II, Gr. B
- 2011: 4. Platz Division II, Gr. B
- 2012: 2. Platz Division IIB
- 2013: 4. Platz Division IIB
- 2014: 4. Platz Division IIB
- 2015: 1. Platz Division IIB (Aufstieg in die Division IIA)
- 2016: 6. Platz Division IIA (Abstieg in die Division IIB)
- 2017: 1. Platz Division IIB (Aufstieg in die Division IIA)
- 2018: 4. Platz Division IIA
- 2019: 5. Platz Division IIA
- 2022: 1. Platz Division IIA (Aufstieg in die Division IB)
- 2023: 3. Platz Division IB
- 2024: 4. Platz Division IB
- 2025: 4. Platz Division IB

### Olympische Spiele
- 1920–1994: keine Teilnahme
- 1998: 2. Vorqualifikation Asien
- 2002: Verlierer Vorqualifikationsspiel Asien, Platz 30 insgesamt
- 2006: 3. Erste Qualifikationsrunde Gruppe F, Platz 27 insgesamt
- 2010–2014: keine Teilnahme
- 2018: 4. Vorqualifikation Runde 1 Gruppe L, Platz 35 insgesamt
- 2022: 12. Platz

### Winter-Asienspiele
- 1986: 1. Platz
- 1990: 1. Platz
- 1996: 3. Platz
- 1999: 3. Platz
- 2003: 3. Platz
- 2007: 4. Platz
- 2011: 4. Platz
- 2017: 4. Platz
- 2025: 4. Platz

### Asien-Cup
- 1992: 2. Platz
- 1993: 4. Platz
- 1995: 3. Platz